# The Ever Popular Tortured Artist Effect
The Ever Popular Tortured Artist Effect è il decimo album in studio del cantautore e musicista statunitense Todd Rundgren, pubblicato nel 1982.

## Tracce
Tutte le tracce sono di Todd Rundgren, eccetto dove indicato.

Side 1
1. Hideaway – 4:58
2. Influenza – 4:29
3. Don't Hurt Yourself – 3:41
4. There Goes Your Baybay – 3:53

Side 2
1. Tin Soldier (Ronnie Lane, Steve Marriott) – 3:10
2. Emperor of the Highway – 1:39
3. Bang the Drum All Day – 3:32
4. Drive – 5:26
5. Chant – 4:20